# Brunörtssläktet
Brunörtssläktet (Prunella) är ett växtsläkte med 10–15 arter i familjen kransblommiga växter. De förekommer naturligt i Europa, Afrika, Asien och Nordamerika.
Släktet består av fleråriga örter, som ofta är krypande eller nedliggande. Bladen är motsatta, hela eller parflikiga. Blommorna sitter i toppställda axlika klasar och vanligen sex tillsammans i varje nod, med korta breda stödblad och har mycket korta skaft.  Fodret är till plattat, tvåläppigt, överläppen med tre foderflikar som stänger sig efter kronan ramlat av. Kronan är vanligen violett, sällan rosa eller vitaktig, läppformig, överläppen hjälmlik och underläppen treflikig. Ståndarna är fyra. Ståndarsträngarna har en liten tand nedanför ståndarknappen. Delfrukterna är släta, slemavsöndrande i vatten.

## Bildgalleri

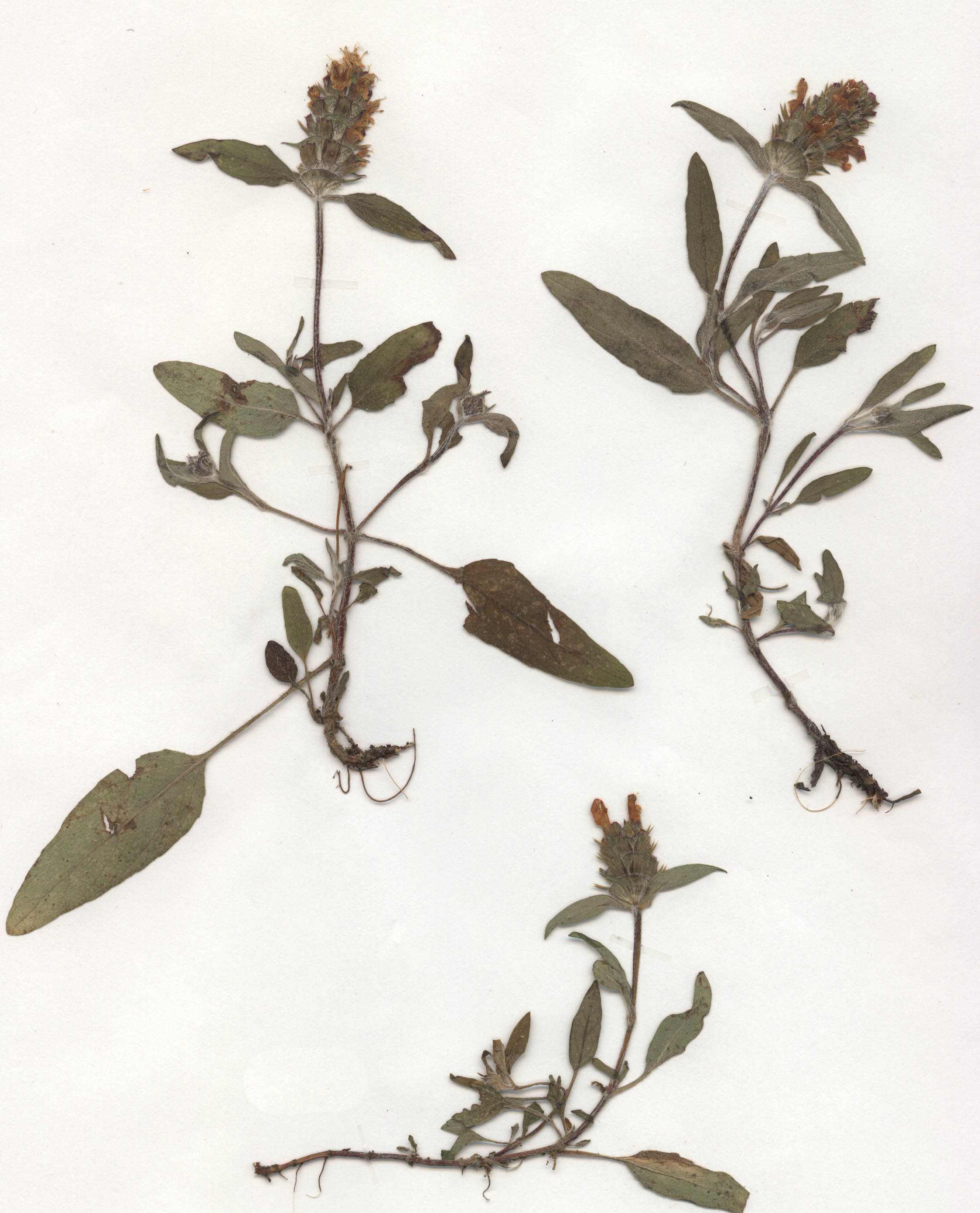
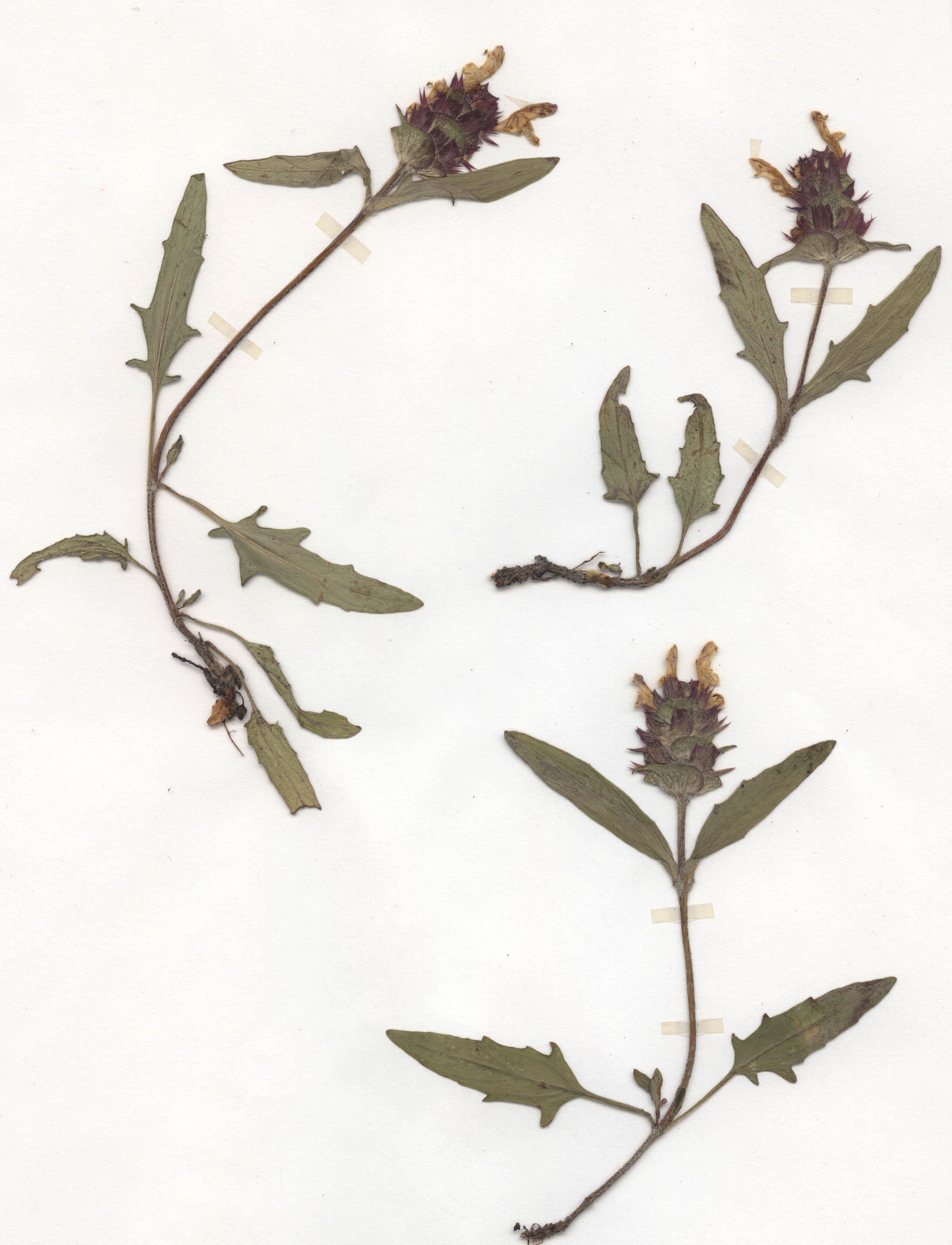
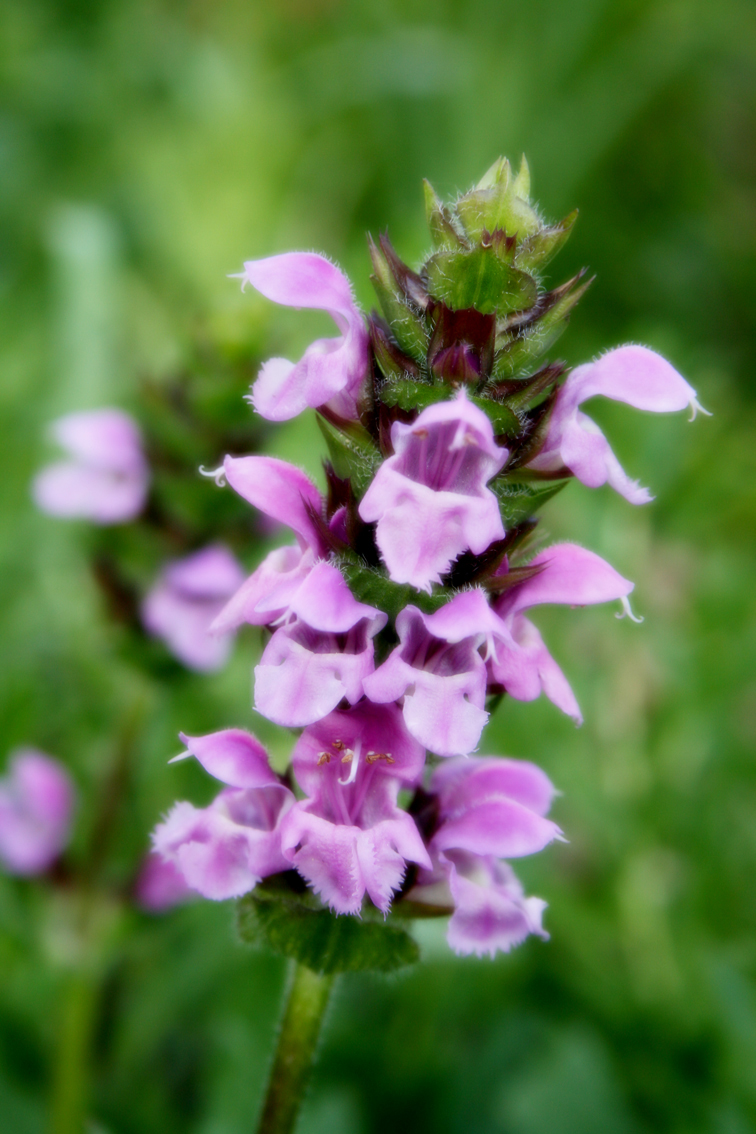
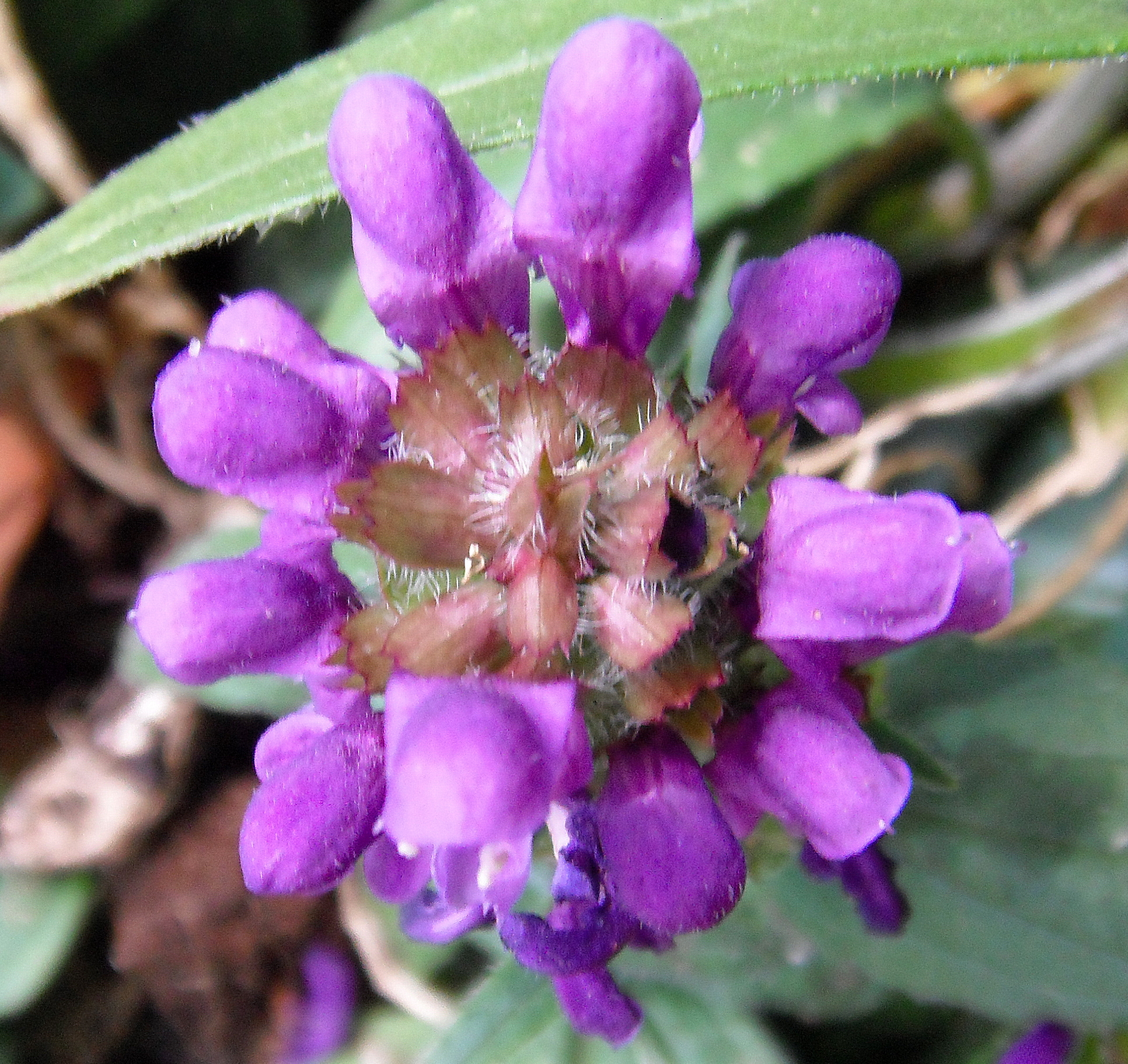
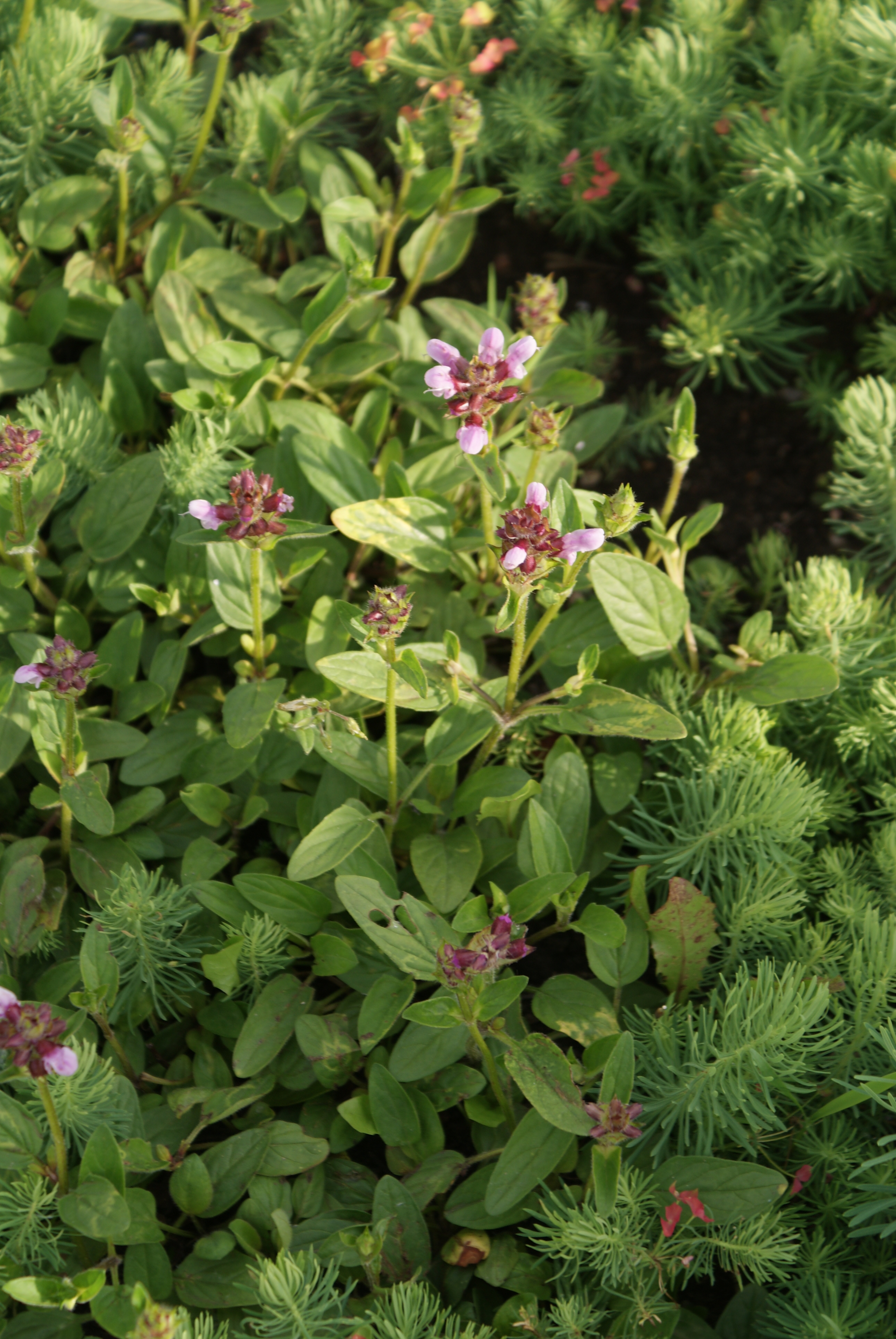
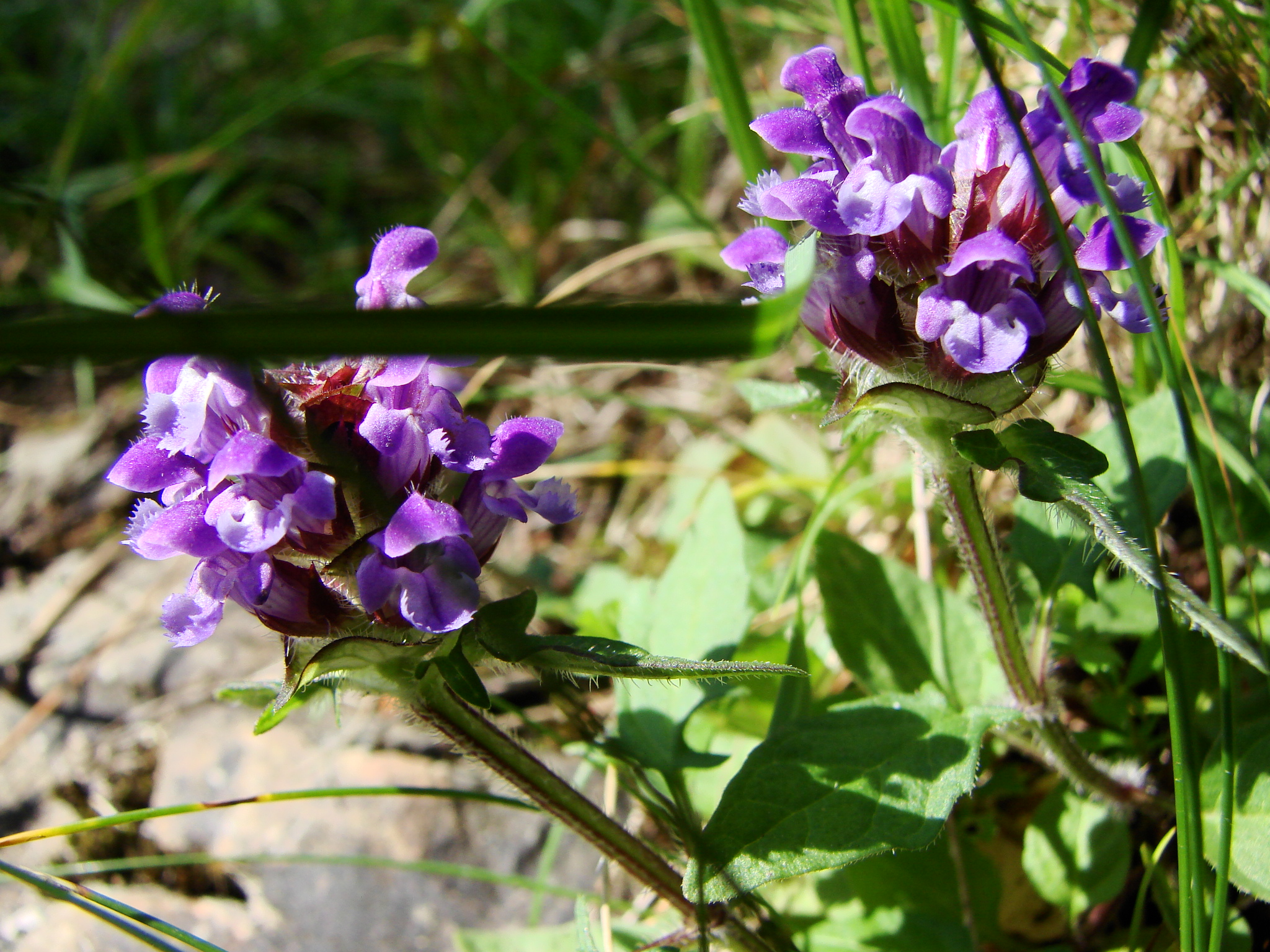

## Kladogram
Kladogram enligt Catalogue of Life:
| Brunörter | \| \| flikbrunört \| \| \| \| \| \| brunört \| \| \| \| |
|           | \| \| flikbrunört \| \| \| \| \| \| brunört \| \| \| \| |
|           | flikbrunört                                             |
|           |                                                         |
|           | brunört                                                 |
|           |                                                         |